# Tangenziale Est di Roma
La tangenziale Est di Roma è un arco di strada a scorrimento veloce interna alla città di Roma, a due corsie per senso di marcia, che collega le vie intorno a Porta Maggiore nella zona orientale con l'area settentrionale (in particolare la zona del Foro Italico e il quartiere Trionfale), attraversando diverse e importanti aree urbane, varie strade consolari e il tratto urbano dell'autostrada A24. Assieme al Grande Raccordo Anulare, al viadotto dei Presidenti, a via Cristoforo Colombo e alle stesse consolari, è un'importante arteria per la viabilità della Capitale.
Pur venendo comunemente indicata da segnaletica e informazioni stradali con il toponimo di Tangenziale Est l'arteria non ha mai ufficialmente assunto questa denominazione, essendo l'unione logica di più tratti viari, con toponimi e tempi di realizzazione differenti.

## Caratteristiche

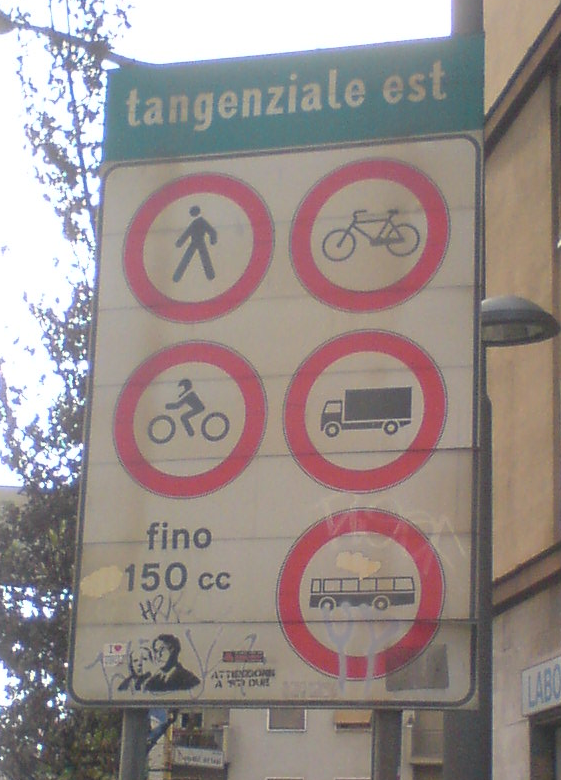
Cartello all'ingresso in via Prenestina, segnalante il nome della strada con lo sfondo verde di norma utilizzato per i segnali autostradali.

Pur trattandosi dell'unione di più strade le cui caratteristiche (larghezza delle carreggiate, presenza o meno di corsia d'emergenza e limiti di velocità) variano a seconda del tratto, la tangenziale Est di Roma nel suo insieme è classificata tecnicamente come strada urbana di scorrimento e amministrativamente come strada comunale; è interdetta ad alcune categorie di veicoli (mezzi non motorizzati, ciclomotori e, in alcuni tratti, motocicli non superanti i 150 cc, autobus e veicoli per trasporto merci con massa complessiva di oltre 3,5 tonnellate).

### Segmentazione
Il tracciato include sei assi viari. A partire da nord-ovest questi sono:
- Galleria Giovanni XXIII, detta anche Passante a Nord Ovest, interamente sotterranea: collega il Policlinico Gemelli e i quartieri adiacenti con il Foro Italico.
- Via del Foro Italico, detta anche via Olimpica: collega il Foro Italico e l'area di Ponte Milvio con la via Salaria.
- Circonvallazione Salaria: prosegue dalla via omonima sino a via Nomentana costeggiando il quartiere Africano.
- Circonvallazione Nomentana: sottopassa l'omonima via consolare e raggiunge l'area della stazione di Roma Tiburtina, dove è presente un imponente svincolo multiplanare che consente l'intersezione con la via Tiburtina[2].
- Nuova Circonvallazione Interna: all'interno del tratto precedente, sostituisce il vecchio tracciato con una lunga galleria compresa tra lo svincolo di via della Batteria Nomentana e l'allaccio con l'autostrada A24.
- Circonvallazione Tiburtina: costeggia il cimitero del Verano (all'altezza del quale è presente l'allaccio con la A24) e, con un tratto sopraelevato che parte da largo Settimio Passamonti, sovrappassa l'area ferroviaria che include lo scalo merci di San Lorenzo e lo snodo ferroviario per la stazione Termini, per poi ridiscendere su viale Castrense.[1][3][4]

### Divieti di transito notturni
Per tutelare la vivibilità dei cittadini che abitano negli edifici a ridosso della Tangenziale in alcuni tratti della stessa è stato confermato fino al 30/06/2017 il divieto di transito 7 giorni su 7 dalle 23 alle 6 per i mezzi privati, il divieto non riguarda i veicoli la cui targa è collegata a un contrassegno disabili, i mezzi ATAC e Cotral, i mezzi di soccorso, quelli AMA, i taxi e gli NCC.
Le nuove gallerie della nuova Circonvallazione Interna che si trovano, una per senso di marcia, tra l'A24 e Batteria Nomentana, sono transitabili senza alcuna restrizione anche di notte. Dal dicembre 2013 inoltre, non è più in vigore il divieto notturno, percorrendo il vecchio tracciato della Tangenziale, tra Nomentana e Tiburtina, in entrambi i sensi di marcia.
I tratti attualmente soggetti a chiusura notturna in entrambi i sensi di marcia sono:
- da Largo Passamonti a Viale Castrense (compresi gli accessi da Via Prenestina e Viale Castrense)
- da Ponte delle Valli a via Nomentana (uscita obbligatoria a "Viale Libia" in direzione Passamonti e a "Nomentana" in direzione Foro Italico)

Il divieto è presidiato con telecamere fisse poste a:
- Viale Castrense (altezza Via Acireale)
- Via Prenestina (altezza Via Colleoni)
- Largo Passamonti (altezza Viale dello Scalo di San Lorenzo e Circonvallazione Tiburtina)

### Tabella delle uscite

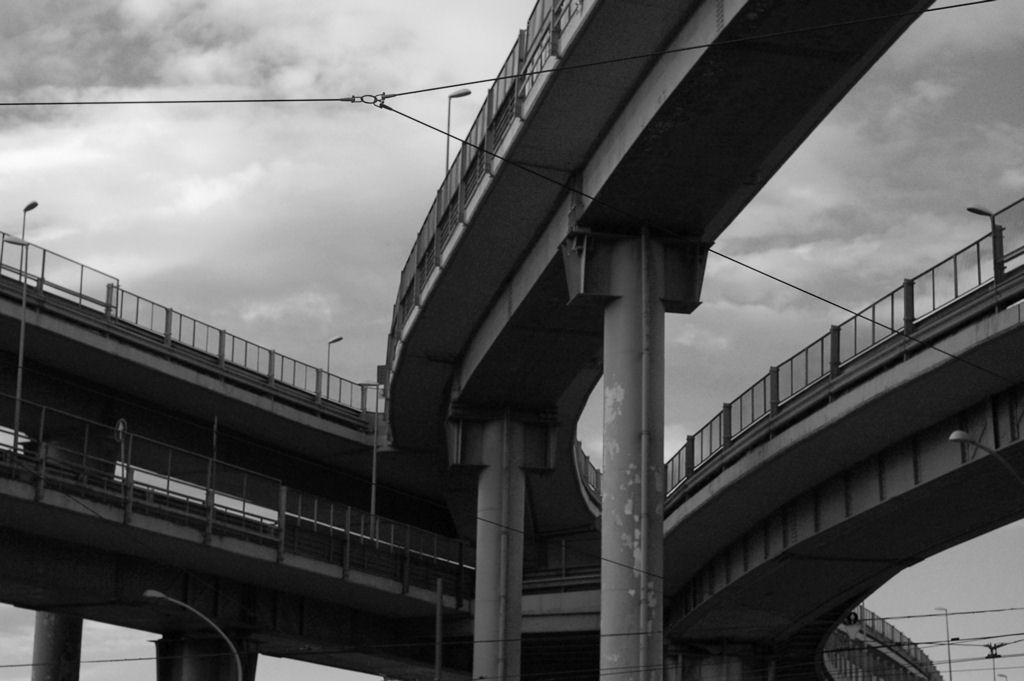
Lo svincolo tra via Prenestina e viale Castrense.

|  | Carreggiata interna                                                              | Carreggiata esterna                                                                     | ↓km↓ | ↑km↑ | Note |
|  | -------------------------------------------------------------------------------- | --------------------------------------------------------------------------------------- | ---- | ---- | --- |
|  | via della Pineta Sacchetti                                                       | via della Pineta Sacchetti                                                              | 0    | 15   | |
|  | viale Cortina d'Ampezzo via Mario Fani via Pieve di Cadore via della Camilluccia | solo interna                                                                            | 0,3  | ***  | |
|  | solo esterna                                                                     | via Trionfale                                                                           | ***  | 14,3 | |
|  | via Mario Fani                                                                   | via Mario Fani via Pieve di Cadore viale Cortina d'Ampezzo via della Camilluccia        | 1    | 13,3 | L'accesso all'uscita su carreggiata interna è consentito ai soli mezzi di soccorso.                             |
|  | Stadio Olimpico Ponte Milvio                                                     | solo interna                                                                            | 3    | ***  | |
|  | solo esterna                                                                     | Stadio Olimpico viale dello Stadio Olimpico piazzale Clodio piazzale degli Eroi         | ***  | 12   | |
|  | via Cassia via Flaminia corso di Francia                                         | via Cassia via Flaminia corso di Francia                                                | 4,1  | 10,9 | |
|  | via Flaminia viale di Tor di Quinto Ponte Milvio                                 | via Flaminia viale di Tor di Quinto Ponte Milvio                                        | 4,6  | 9,9  | |
|  | via dei Campi Sportivi Campi Sportivi RmVt Stadio Flaminio Parioli               | via dei Campi Sportivi Campi Sportivi RmVt Stadio Flaminio Parioli                      | 5,6  | 9,3  | |
|  | viale della Moschea Monte Antenne RmVt                                           | solo interna                                                                            | 6,2  | ***  | |
|  | via Salaria Grande Raccordo Anulare via dei Prati Fiscali                        | via Salaria Grande Raccordo Anulare via dei Prati Fiscali                               | 7    | 7,5  | |
|  | piazza Vescovio Prato della Signora                                              | solo interna                                                                            | 7,5  | ***  | |
|  | viale Libia viale Somalia corso Trieste                                          | via delle Valli Conca d'Oro val Melaina                                                 | 8,5  | 6,1  | Uscita obbligatoria in direzione Passamonti dalle ore 23 - alle ore 6 per inizio tratto con chiusura notturna   |
|  | viale Etiopia via delle Valli via Nomentana                                      | viale Etiopia viale Libia corso Trieste                                                 | 9,1  | 5,8  | Tratto con chiusura notturna 23 - 6                                                                             |
|  | Via Nomentana via Batteria Nomentana Monte Sacro (Vecchio tracciato tangenziale) | via Nomentana Monte Sacro                                                               | 9,3  | 5,5  | Uscita obbligatoria in direzione Foro Italico dalle ore 23 - alle ore 6 per inizio tratto con chiusura notturna |
|  | via dei Monti Tiburtini Ospedale Sandro Pertini                                  | via dei Monti Tiburtini Ospedale Sandro Pertini                                         | 10,2 | 4,4  | |
|  | via Tiburtina Stazione di Roma Tiburtina                                         | via Tiburtina Stazione di Roma Tiburtina piazza Bologna (Vecchio tracciato tangenziale) | 11,7 | 2,5  | |
|  | L'Aquila - Teramo Grande Raccordo Anulare                                        | L'Aquila - Teramo Grande Raccordo Anulare                                               | 12,5 | 2,1  | |
|  | largo Settimio Passamonti Porta Maggiore                                         | piazzale del Verano                                                                     | 13,5 | 1,2  | Uscita obbligatoria in direzione Passamonti dalle ore 23 - alle ore 6 per inizio tratto con chiusura notturna   |
|  | via Prenestina                                                                   | via Casilina                                                                            | 14,5 | 0,3  | Tratto con chiusura notturna 23 - 6                                                                             |
|  | viale Castrense piazza Lodi                                                      | viale Castrense piazza Lodi                                                             | 15   | 0    | Tratto con chiusura notturna 23 - 6                                                                             |

## Storia

### Le origini e la via del Foro Italico (1960-1962)
Già il piano regolatore del 1909 redatto da Edmondo Sanjust di Teulada prevedeva la costruzione di un ampio viale di circonvallazione largo 60 metri e lungo 25 km che collegasse i quartieri di San Giovanni a Sud, piazza Bologna a Est, piazza Mazzini e il Flaminio a Nord, Villa Pamphili e gli insediamenti sulla Portuense a Ovest, costituendo altresì il limite all'espansione del tessuto urbano.
Le origini della Tangenziale Est, come oggi concepita, risalgono agli anni cinquanta quando, in concomitanza con lo sviluppo urbanistico del secondo dopoguerra, si iniziò a ipotizzare la costruzione di un asse viario a scorrimento veloce che potesse collegare i quartieri settentrionali a quelli meridionali di Roma. Già nel 1946 un comitato di urbanisti costituito presso il Comune di Roma aveva tracciato un'ipotesi di grande viabilità che, allontanandosi dalle previsioni dell'allora vigente piano regolatore del 1931, prevedeva due assi di scorrimento tangenziali al centro cittadino, uno a Ovest e l'altro a Sud. Il secondo, appunto, ricalca in parte il tracciato dell'attuale Tangenziale Est. Nel 1960, in occasione delle Olimpiadi tenutesi a Roma, fu costruita un'arteria a scorrimento veloce che collegava la via Salaria con l'area del Foro Italico e dello Stadio Olimpico attraversando Monte Antenne, Tor di Quinto, Ponte Milvio e le colline della Farnesina. Tale strada, realizzata sfruttando l'area di sedime e le gallerie originariamente destinate per l'arco settentrionale del progettato anello ferroviario attorno alla città, denominata via del Foro Italico ma più nota come via Olimpica, costituì il primo tratto di quella circonvallazione urbana che in seguito sarebbe stata identificata come Tangenziale Est. Il tracciato eseguito fu poi recepito dal Piano Regolatore Generale del 1962.

### La costruzione (1963-1975)
Il Piano Regolatore del 1962 prevedeva la prosecuzione della circonvallazione urbana fino alla zona di Porta San Giovanni, con diverse interconnessioni con la viabilità esistente o in progetto. Ma essa costituiva un elemento complementare di una ben più ampia azione di sviluppo e recupero urbanistico della Capitale, inserita contestualmente in quel Prg, che - almeno nelle intenzioni - avrebbe dovuto portare ad una poderosa riqualificazione della periferia est. Ciò sarebbe avvenuto grazie allo Sdo (Sistema Direzionale Orientale) che, realizzando il decentramento della città con il trasferimento di ministeri ed altri uffici, avrebbe rigenerato quella parte di città piagata dalla cementificazione selvaggia avvenuta tra il dopoguerra e la fine degli anni cinquanta. Nel 1986, il «progetto Sdo» fu affidato ad uno dei più grandi urbanisti mondiali del Novecento, il giapponese Kenzo Tange, che individuò quattro grandi assi stradali di scorrimento "fluidi", cioè privi di attraversamenti a raso. Ma quell'idea-cardine, la cui piena applicazione avrebbe comportato la creazione di un complesso e vasto reticolo di incroci multi-livello ed anelli intercarreggiata di inversione, fu subito attenuata in un meno impegnativo obiettivo tendenziale del Sistema (che in compenso aggiungeva una quinta "corda" verticale esterna). L'unica direttrice per la quale non si ammettevano deroghe all'idea portante era quella definita ufficiosamente Tangenziale Est, quasi un sottile omaggio "fonetico" verso Tange, e che si segnalava per essere la più interna ed al contempo - essendo lunga oltre 25 km - la più estesa del progetto Sdo.
In sintesi, la Tangenziale Est scaturita dalle indicazioni dell'urbanista si configurava come una penetrazione autostradale urbana, i cui estremi, posti sul Grande Raccordo Anulare, corrispondevano a nord all'attacco dell'Autostrada del Sole per Firenze (a Settebagni), e a sud con l'inizio della via Pontina (poco oltre l'EUR), rendendoli così entrambi dei nodi passanti. In questo modo, insinuandosi tra i quartieri (ed avvantaggiandosi del fatto che agli albori degli anni sessanta molte zone del supposto itinerario non erano ancora urbanizzate) avrebbe intersecato la futura autostrada per L'Aquila/Pescara nei pressi di via Galla Placidia, e nella zona del Quadraro avrebbe generato il tratto urbano dell'Autostrada del Sole che porta a Napoli. Inoltre a nord, nella zona di Vigne Nuove (al tempo aperta campagna), si sarebbe congiunta con l'asse di supporto esterno oppure - secondo una versione successiva dello Sdo - con l'estensione (declassata in strada urbana di scorrimento) dell'asse attrezzato.
Per tutti gli anni sessanta e settanta le mutazioni della "gronda interna" (la circonvallazione urbana), prevista come strada di collegamento tra quartieri e di adduzione alla prima direttrice dello Sdo si accompagnano alla convinzione che Roma avrebbe dovuto comunque dotarsi, prima o poi, almeno di una delle tre principali infrastrutture di grande viabilità - Tangenziale Est, Asse Attrezzato e Asse di Supporto esterno - che essa richiedeva. Tra queste, l'itinerario della Tangenziale Est appariva preferibile perché più prossimo al perimetro delle Mura aureliane. Tuttavia, essendo rimasto l'unico tracciato superstite di un progetto urbanistico nel frattempo decisamente ridimensionato, fu coinvolto in un'operazione di maquillage odonomastico: era l'Asse Attrezzato che si spostava sul percorso dell'originaria Tangenziale Est. Così questo "titolo" poteva essere a sua volta ceduto alla "gronda", che grazie alla sede protetta e separata dalle strade circostanti avrebbe consentito per lunghi tratti una velocità massima di 70 km/h (quindi superiore a quella ammessa sulla viabilità ordinaria) e dunque era ritenuta meritevole di un più stentoreo appellativo.
Trasferendoci nel tempo presente, se da un lato la completata saturazione di quella periferia est che s'intendeva riqualificare con lo Sdo avvalora l'esigenza - ancora più pressante rispetto a cinquant'anni fa - di dover munire la Capitale di un vero asse viario longitudinale di scorrimento interno al Gra e tuttora mancante, dall'altro va anche sottolineato che se nel frattempo fosse stato possibile reperire le ingenti risorse necessarie per costruire la "vera" Tangenziale Est (o nuovo Asse Attrezzato che dir si voglia), oggi la presenza di una simile opera, immaginata all'epoca con lunghi tratti in soprelevazione o rilevato e l'attraversamento sotterraneo dell'Appia Antica a meno di un chilometro di distanza dalla Tomba di Cecilia Metella, verrebbe - quasi certamente - pesantemente stigmatizzata come uno sfregio indelebile al paesaggio urbano e suburbano della città.
Ritornando al 1962, a seguito di una variante urbanistica adottata per l'occasione, il tratto tra via Tiburtina e via Casilina della "gronda" fu interamente rimodulato, prevedendo di congiungere le due consolari per mezzo di una sopraelevata (come poi avvenne). Nell'ottobre 1963 furono avviati i lavori di costruzione per il tratto collegante via Tiburtina e via Nomentana, aperto nel settembre 1965 con il nome di circonvallazione Nomentana. e che però s'interrompeva bruscamente poco oltre via S. Angela Merici. Tra il 1968 e il 1969 iniziarono invece i lavori di realizzazione per il segmento meridionale, collegante la circonvallazione Nomentana a viale Castrense, con un allaccio all'Autostrada A24 in corrispondenza del cimitero del Verano (il cosiddetto "tronchetto", completato solo nel 1979): la costruzione di tali opere (tra cui il tratto sopraelevato da largo Passamonti a viale Castrense e l'intersezione con via Tiburtina) ebbe sin dall'inizio un enorme impatto sul paesaggio circostante dato che, per consentire il prosieguo dei lavori, furono eliminate via della Ranocchia (una strada poco battuta che correva sotto i muri perimetrali del cimitero, indicata come esistente dagli stradari fino alla fine degli anni ottanta) e parte di via Goffredo di Buglione (una scalinata che metteva in comunicazione il piazzale della stazione di Roma Tiburtina con l'omonima via).
Il progetto esecutivo del segmento meridionale aggiunse in più, lungo tutta la "gronda", la predisposizione di aree di fermata, che richiesero anche la realizzazione di sottopassaggi e sovrappassaggi, per consentirvi poi l'effettuazione di una linea bus veloce. La futura linea, i cui estremi non vennero però definiti, avrebbe favorito lungo il percorso gli interscambi con le altre linee ordinarie grazie alle fermate: via Casilina, Scalo S. Lorenzo, Cimitero Verano/nuovo ingresso est, via Tiburtina/ponte ferroviario, Stazione Tiburtina, via Livorno, ponte Lanciani, Batteria Nomentana e via Nomentana. Queste fermate - talvolta progettate come "installazioni" di una certa complessità (è il caso di Cimitero Verano/nuovo ingresso est e via Nomentana) ma il più delle volte modeste pedane collocate ai margini della carreggiata - apparivano tutte isolate e disagevoli da raggiungere. Ed infatti, a dimostrazione che l'idea della linea bus veloce era stata concepita come un maldestro succedaneo della metropolitana di superficie che doveva dispiegarsi sull'Asse Attrezzato (quello originale), essa non vedrà mai la luce.

### L'esercizio e i prolungamenti (1975-2004)
Il segmento meridionale fu aperto nel maggio 1975 con il nome di circonvallazione Tiburtina. Qualche tempo prima venne girata la famosa scena del film Fantozzi, dove Paolo Villaggio prende l'autobus.
Fu in quel momento che la "gronda", ovvero le circonvallazioni Tiburtina-Nomentana abbinate (sebbene non comunicanti: doveva infatti essere ancora completato il tratto multiplanare che superasse prima in trincea la via Tiburtina e successivamente su viadotto l'area della Stazione Tiburtina) venne presentata ufficialmente (anche nella segnaletica stradale) come Tangenziale Est, e questa "appropriazione del titolo" chiariva, più di tante rassicurazioni politiche, che il progetto Sdo poteva considerarsi, a quel punto, definitivamente abortito.
Nel 1977 venne quindi aperto il tratto multiplanare che rendeva finalmente fruibile senza soluzione di continuità il tragitto viale Castrense-ponte Lanciani. Sin dall'apertura l'opera fu criticata per il devastante impatto estetico e ambientale sul paesaggio circostante: in alcuni tratti (in particolare quello sopraelevato) la strada lambisce le abitazioni distanziandosene di pochi metri, aumentando ulteriormente il livello di inquinamento ambientale e acustico. Sin dagli anni ottanta si iniziò pertanto ad ipotizzare la costruzione della strada a cento metri di distanza dalle abitazioni: i progetti proposti furono tuttavia bocciati a causa della presenza della ferrovia che impediva la posa delle fondamenta.
Uno degli effetti negativi dell'apertura della nuova arteria stradale fu di creare degli ingorghi quasi permanenti all'altezza della confluenza della Tangenziale Est con la zona di San Giovanni. L'attuale attestamento con viale Castrense, infatti, rappresentava fin dall'inizio una soluzione soltanto provvisoria, in attesa della realizzazione di un tracciato parzialmente in sottovia studiato nel 1965 e da allora rimasto sulla carta, soprattutto a causa del notevole impatto con le preesistenze archeologiche e ambientali.
A partire dal 1988, in vista del campionato mondiale di calcio del 1990 la Tangenziale Est fu oggetto di alcuni importanti lavori: oltre alla realizzazione di aree per sosta d'emergenza e ad alcune modifiche strutturali dei piloni del tratto sopraelevato, furono rinnovati alcuni svincoli (tra cui quello dell'A24 e per la via Nomentana) e si provvide al completamento dei lavori per il tratto da via Salaria alla via Nomentana, battezzato circonvallazione Salaria, realizzato utilizzando le aree di sedime espropriate almeno trent'anni prima. Sempre nel 1990, fu portato a termine il raddoppio nel tratto tra viale Tor di Quinto e il ministero degli Esteri originariamente a una corsia per senso di marcia, con la costruzione di una nuova galleria parallela a quella esistente sotto la collina Fleming Contemporaneamente, nello spazio adiacente alla stazione di Roma Tiburtina, si procedeva alla realizzazione di una galleria che, correndo sotto alla ferrovia, avrebbe costituito una variante della tangenziale nel tratto tra San Giovanni e l'autostrada A24. I lavori, iniziati nel 1986, vennero interrotti e abbandonati poco prima del 1990, quando si era arrivati a realizzare solo una piccola parte del tracciato previsto.
Nel corso degli anni novanta, le continue proteste da parte degli abitanti per gli elevati livelli di inquinamento ambientale e acustico spinsero il Comune di Roma a prendere alcuni provvedimenti come l'installazione di barriere antirumore e l'imposizione di blocchi della viabilità che vietavano la circolazione notturna in alcuni tratti, nonché a riconsiderare l'ipotesi di ricostruire la strada lontano dalla sede originaria; a quel periodo risale inoltre la presentazione dei primi progetti per la costruzione di una galleria (denominata Passante a Nord-Ovest e poi, ufficialmente, Galleria Giovanni XXIII) che avrebbe collegato via della Pineta Sacchetti con via del Foro Italico, i cui lavori di costruzione iniziarono nell'ottobre 2001 per concludersi il 22 dicembre 2004.

### Il rinnovo e la Nuova Circonvallazione Interna (NCI)
Nel 2005, dopo alcuni anni di sperimentazioni dei blocchi della viabilità e l'emissione di decreti che autorizzavano lo smantellamento del tratto sopraelevato fu presentato, assieme alla Regione Lazio, il progetto della costruzione di una variante di percorso interamente in galleria che avrebbe by-passato il tracciato compreso tra via della Batteria Nomentana e lo svincolo dell'autostrada A24, sottopassando l'area della Stazione di Roma Tiburtina. I lavori per la realizzazione della variante, iniziati nel giugno 2008, hanno riguardato lo sfruttamento di alcune opere già esistenti come il segmento di galleria costruito già nel 1990. L'apertura del nuovo tracciato (il cui costo complessivo fu di 168 milioni di euro), è avvenuta il 20 aprile 2012 con un giorno di anticipo sulle previsioni e dopo numerosi rinvii. Contemporaneamente c'è stata la riconversione di parte del vecchio percorso in una strada urbana riservata al traffico locale, salvo il tratto dello svincolo multiplanare, destinato alla demolizione.

## Nei media
La Tangenziale Est è stata utilizzata come location di alcuni film. Innanzitutto nel 1973 venne utilizzato il tratto sopraelevato di via Prenestina ancora in costruzione per filmare Gabriella Ferri che canta Dove sta Zazà?. Sul tratto sopraelevato in via di ultimazione sono state ambientate alcune scene dei film Fantozzi (in cui il protagonista prende l'autobus saltando dal terrazzino dell'abitazione, che si affaccia su un tratto della strada) e Roma violenta (dove è ambientata la parte finale della sequenza di un inseguimento automobilistico), entrambi usciti nel 1975. L'infrastruttura viene inoltre citata in alcune opere underground come il film autoprodotto Tangenziale Est o il brano Progetto Tangenziale del gruppo ska Filo da torcere.

## Demolizione parziale

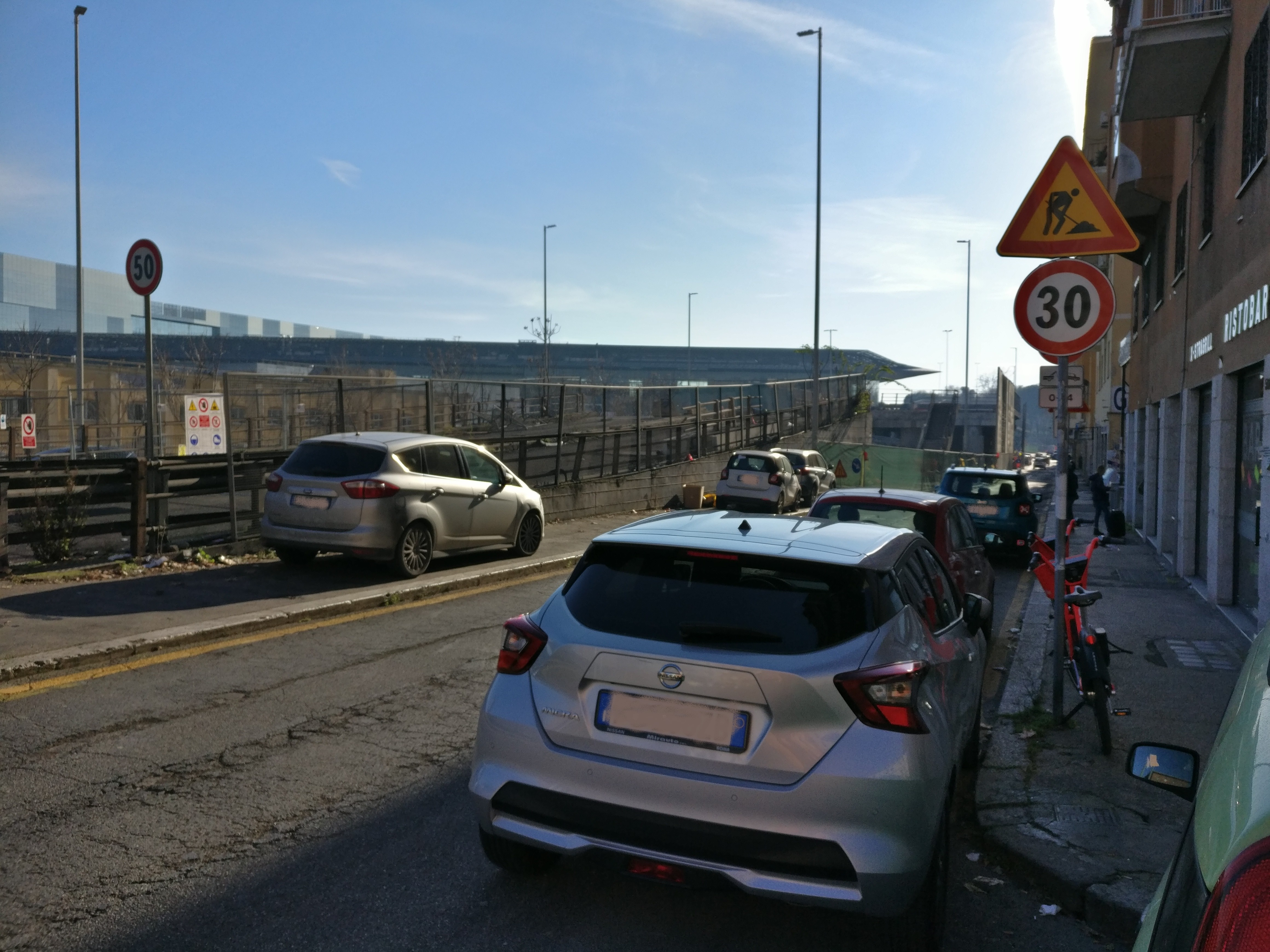
Demolizione sopraelevata - 3 gennaio 2020

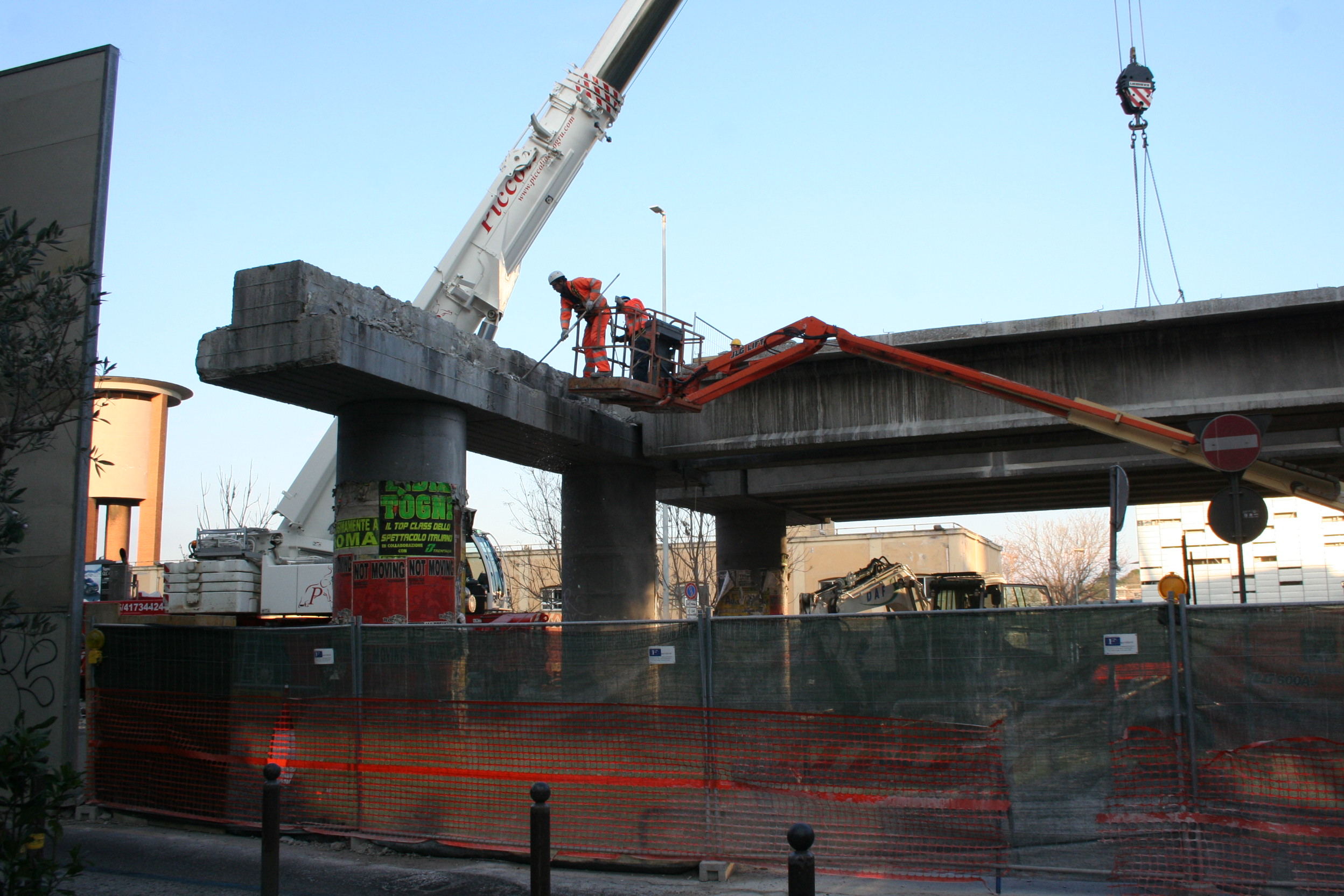
Demolizione sopraelevata - 14 gennaio 2020

Il 5 agosto 2019 sono partiti i lavori per la demolizione di circa 500 metri del tratto sopraelevato della Tangenziale Est, davanti alla stazione Tiburtina. Il progetto per l’abbattimento della Tangenziale Est, nel tratto oggetto dell'intervento, risale al 2000 quando fu approvato nell'ambito del piano di assetto della stazione Tiburtina con un accordo di programma. L'intervento prevede dodici fasi di cantiere e un costo di 7,6 milioni di euro. 
Durante la fase preliminare sono stati campionati e analizzati i materiali di cui è costituita la struttura della Tangenziale. Successivamente è iniziata la demolizione dei piloni e del tratto di sopraelevata della Circonvallazione Nomentana. I tempi di realizzazione previsti sono di 450 giorni.
Chiuse le rampe di accesso il 5 agosto, è ora possibile percorrere il restante tratto della Tangenziale in direzione San Giovanni o Stadio Olimpico attraverso le complanari laterali e la Circonvallazione Interna.

### Informazione storica
- Cintura Nord
- Tangenziale Est dello Sdo di Roma

### Strade incrociate
- Corso di Francia
- Viale di Tor di Quinto
- Via dei Campi Sportivi
- Viale della Moschea
- Viale Libia
- Via Salaria
- Via Nomentana
- Via dei Monti Tiburtini
- Via Tiburtina
- Autostrada A24
- Via Prenestina